# İlisu
İlisu è un comune dell'Azerbaigian situato nel distretto di Qax. Conta una popolazione di 1 370 abitanti.